# Benavent de Segrià
Benavent de Segrià är en kommun i Spanien.   Den ligger i provinsen Província de Lleida och regionen Katalonien, i den östra delen av landet, 400 km öster om huvudstaden Madrid. Antalet invånare är 1 540. Arean är 7,4 kvadratkilometer. Benavent de Segrià gränsar till Vilanova de Segrià, Corbins, Torre-serona, Torrefarrera och Rosselló. 
Terrängen i Benavent de Segrià är platt.